# Atticora
Atticora este un gen de păsări din familia de rândunele Hirundinidae care se găsește în America de Sud.

## Specii
Genul conține trei specii:
| Imagine | Denumire comună            | Denumire științifică | Distribuție                                                                              |  |
| ------- | -------------------------- | -------------------- | ---------------------------------------------------------------------------------------- |  |
|         | Rândunică cu bandă albă    | Atticora fasciata    | Bolivia, Brazilia, Columbia, Ecuador, Guineea Franceză, Guyana, Peru, Surinam, Venezuela |  |
|         | Rândunică cu cap negru     | Atticora pileata     | sudul Mexicului până la vestul El Salvador                                               |  |
|         | Rândunică cu picioare albe | Atticora tibialis    | Panama până la vestul Ecuadorului, vestul Amazoniei                                      |  |